# RC2
RC2 (prescurtare de la Ron's Code 2) este un cifru cu chei simetrice, pe blocuri de 64 de biți, proiectat în 1987 de Ron Rivest, care l-a făcut public în 1998, după ce fusese ținut secret, în proprietatea intelectuală a companiei RSA Security fondată de Rivest împreună cu Adi Shamir și Leonard Adleman. RC2 este un cifru Feistel ce constă din 18 runde, dintre care 16 sunt denumite runde de MIXING și două sunt runde de MASHING.
Cifrul este depășit, fiind vulnerabil la atacuri cu chei legate cu 234 texte alese.